# Inter gravissimas
Inter gravissimas és una butlla pontifical, redactada pel papa Gregori XIII i anomenada així per les seves primeres paraules: «Entre les tasques més importants de la nostra funció pastoral» (en llatí: Inter Gravissimas pastoralis officii nostri curas). Va ser promulgada el 24 de febrer de 1582.
La butlla reforma el calendari julià establert per Juli Cèsar, llavors pontífex màxim, el 46 aC del calendari julià prolèptic. Aquesta butlla va crear el calendari gregorià utilitzat avui en dia a la major part dels països del món.

## Context
El calendari julià tenia un petit desajustament: considerava que un any durava 365 dies i sis hores, fet pel qual cada quatre anys se li sumava un dia, el 29 de febrer, però en realitat l'any solar dura onze minuts menys. Així, si el 325 el Primer Concili de Nicea havia fixat al dotzè dia de les calendes d'abril, és a dir, el 21 de març, la data de l'equinocci de primavera, des d'aquesta data l'equinocci de primavera s'havia allunyat del 21 de març aproximadament deu dies. La reforma del calendari ja havia estat discutida durant el Concili de Trento però va delegar al papa la seva solució.

## Contingut
Gregori XIII suprimeix deu dies del mes d'octubre de 1582 de manera que el l'endemà del quart dia que segueix les nones d'octubre, és a dir, l'endemà del dijous 4 d'octubre de 1582, sigui el dia dels idus d'octubre, el divendres 15 d'octubre de 1582.
Manté l'intercalació d'un dia bixest, el 29, cada quatre anys, però la suprimeix pels anys que són divisibles per cent. No obstant, aquest dia bixest el manté per aquells anys que són divisibles per quatre-cents.
També ajorna les festes qui haurien hagut de ser celebrades durant els deu dies suprimits fins al 15 d'octubre: la festa dels sants màrtirs Denis, Rústic i Eleuteri, que hauria hagut de ser celebrada el 9 d'octubre; la del papa i confessor sant Marc, que hauria hagut de la ser el 7; i la dels sants màrtirs Sergi, Bacus, Marcel i Apuleu, que hauria hagut de ser també el 7.